# Гончаренко Владислав Васильович (політик)
Гончаренко Владислав Васильович (нар. 25 серпня 1969 року, Мар'їнка, Донецька область) — голова Державної інспекції сільського господарства України у 2013—2014 роках.

## Біографія
Владислав Гончаренко народився 25 серпня 1969 року в місті Мар'їнка (Україна). Навчався в середній школі і після закінчення 8 класу вступив до кооперативного технікуму. У червні 1988 — серпні 1989 року служив в армії.

## Освіта
Першу вищу освіту здобув у 1993 році, закінчивши Донецький національний університет за спеціальністю Бухгалтерський облік, контроль і аналіз господарської діяльності. У 2006 році здобув другу вищу за спеціальністю Агрономія у Сумському національному аграрному університеті. Третю вищу — спеціальність Державне управління — отримав у 2010 році, закінчивши Дніпропетровський регіональний інститут державного управління при Президентові України.

## Кар'єра
Трудовий шлях розпочав у 1988 році на посаді бухгалтера-стажера на виробничому об'єднанні «Донецьквугілля». З 1994 до 1999 працював у комерційних структурах на посадах інспектора служби безпеки і голови ревізійної комісії. З 1999 до 2002 року обіймав посаду голови Мар'їнської райспоживспілки. Також має досвід роботи на керівних посадах на державній службі. Працював головою Мар'їнської районної державної адміністрації та головою Мар'їнської райради. У 2010 році був заступником Голови Державного комітету України з питань технічного регулювання та споживчої політики. З 2011 року обіймає посаду голови Правління Центральної спілки споживчих товариств України (Укоопспілки).
Очоливши систему споживчої кооперації України, став ідеологом та ініціатором її ґрунтовної і докорінної модернізації. Як результат його керівництва до складу Укоопспілки повернулися Запорізька та Донецька облспоживспілки, що раніше вийшли з неї. Таким чином, система отримала представництво у всіх областях України.
У 2012 році виступив ініціатором Всеукраїнської патріотичної акції «З турботою про Українське!», головна мета якої завдяки спеціально розробленому маркуванню повідомляти споживачам, які продукти харчування відповідають найвищим стандартам якості, вироблені в Україні з використанням вітчизняної сировини.
24 вересня 2013 року Гончаренко був призначений Указом Президента України на посаду голови Державної інспекції сільського господарства України.

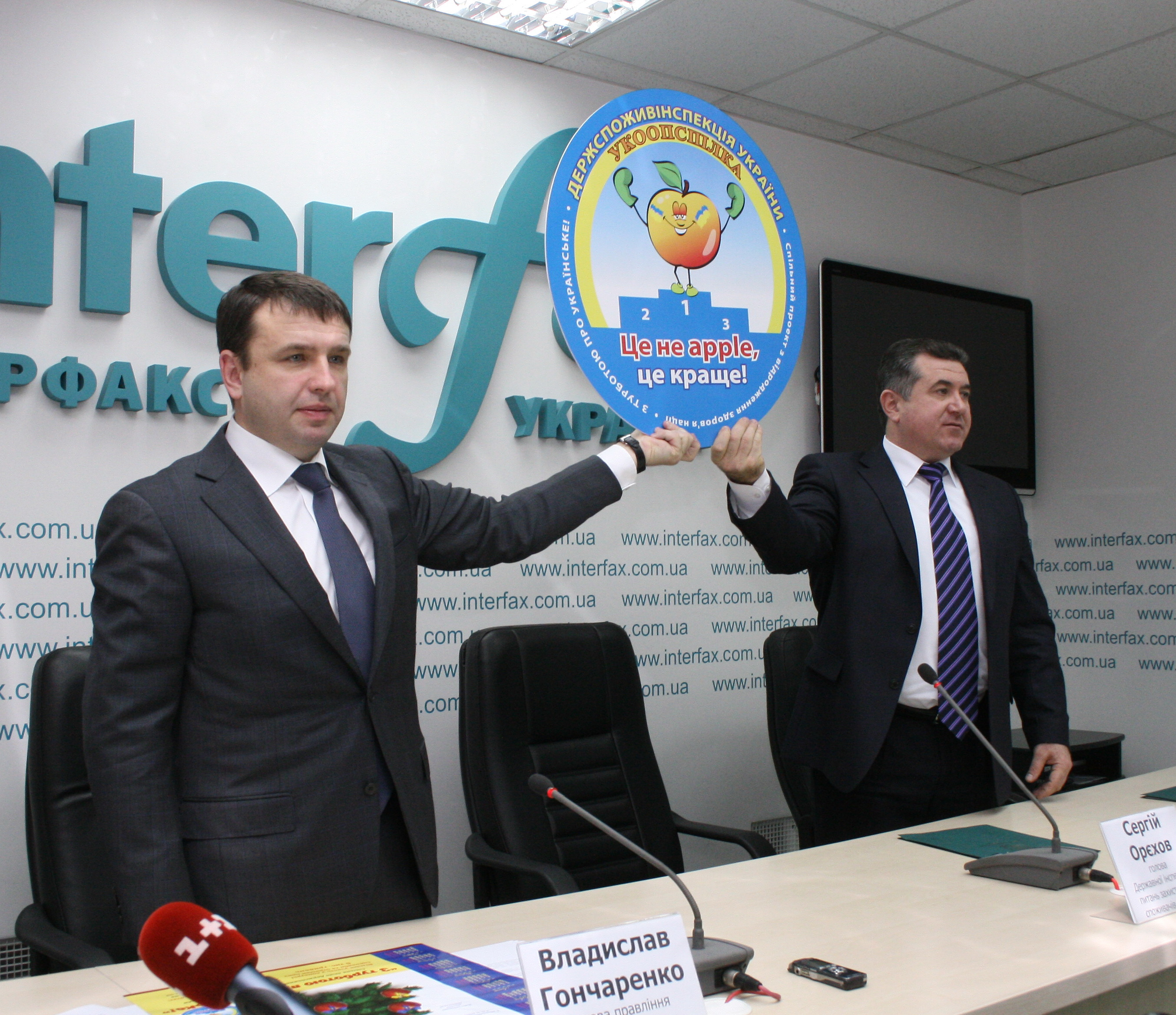
Владислав Гончаренко (ліворуч) презентує ЗМІ емблему Всеукраїнської акції «З турботою про Українське!»

## Нагороди
Орден Української православної церкви рівноапостольного князя Володимира другого ступеня (2009 рік).
Орден Данила Галицького (2009 рік).

## Сімейний стан
Батько: Гончаренко Василь Дмитрович — Голова Правління Всеукраїнської центральної спілки споживчих товариств (Укркоопспілки); мати — Гончаренко (при народженні Назаренко) Валентина Петрівна — вчитель української мови та літератури. Одружений. Виховує двох синів (Рим та Василь) і доньку (Василісу).